# La 10
La 10 est une chaîne de télévision espagnole nationale. Elle est exploitée par SGT Net TV appartenant elle-même au groupe Vocento.

## Histoire
Initialement, La 10 était un réseau privé de télévisions autonomes du Groupe Vocento appelé Punto TV ayant commencé à émettre en 2005. En octobre 2006, Punto TV comptait 50 chaînes de télévision dans 39 provinces, diffusant sur le réseau analogique pour ainsi espérer atteindre une audience potentielle de 12 millions de personnes.
En mars 2008, Punto TV cesse d'émettre sous forme de chaînes, pour devenir un distributeur de contenus que les chaînes partenaires pourraient diffuser comme ils le veulent dans leurs programmes. Elle conserve la responsabilité du marketing pour les annonceurs nationaux sur ces chaînes.
À partir de là, les licences des chaînes partenaires de Punto TV ont été occupées par Vocento. Elles sont aujourd'hui Canal 10, M7, Albacete TeVe, Ciudad Real TeVe, Cuenca TeVe, Guadalajara TeVe, Toledo TeVe, Urbe TV, Ceuta TV, Álava 7 TV, Teledonosti, Bizkaia TV et Televisión Rioja.

## Programmes
La 10 diffuse des séries, des informations, des séries et autres.
À partir du 29 avril 2011, la chaîne européenne d'informations Euronews diffuse ses programmes sur La 10. Ses horaires de diffusion en semaine sont de 7 heures à 7h30, de 9h00 à 9h30 et de 14h30 à 15h alors que pour les week-ends, elle émet de 1h00 à 1h30 du matin, de 10h à 10h30 et de 14h30 à 15h00.

## Chaînes locales ayant appartenu à La 10
(Ces chaînes appartenaient au réseau Punto TV)
| Communautés autonomes  | Nom antérieur de La 10 | Nom de la chaîne de télévision              | Durée de diffusion               | Actualités |
| ---------------------- | --- | ------------------------------------------- | -------------------------------- | --- |
| Andalousie             | Sevilla TV (Séville) Ondamezquita (Cordoue) Teleonuba (Huelva) Jaén TV (Jaén) Ondaluz TV (Cadix) Teleideal (Grenade) Canal Málaga (Malaga) Canal Si TV (Almería) | La 10 Andalucía                             | 22 mars 2010 - 20 septembre 2010 | La 10 Andalucía, La 10 Comunidad Valenciana et La 10 Madrid ont cessé leur diffusion. Durant plusieurs semaines, elles diffusaient simultanément à travers le canal national et provincial. Le 25 octobre 2010, elles sont remplacées par Metropolitan TV. |
| Communauté valencienne | Las Provincias TV | La 10 Comunidad Valenciana                  | 17 mai 2010 - 20 septembre 2010  | La 10 Andalucía, La 10 Comunidad Valenciana et La 10 Madrid ont cessé leur diffusion. Durant plusieurs semaines, elles diffusaient simultanément à travers le canal national et provincial. Le 25 octobre 2010, elles sont remplacées par Metropolitan TV. |
| Communauté de Madrid   | Onda 6 | La 10 Madrid                                | 17 mai 2010 - 20 septembre 2010  | La 10 Andalucía, La 10 Comunidad Valenciana et La 10 Madrid ont cessé leur diffusion. Durant plusieurs semaines, elles diffusaient simultanément à travers le canal national et provincial. Le 25 octobre 2010, elles sont remplacées par Metropolitan TV. |
| Région de Murcie       | Canal 6 | La 10 Región de Murcia                      | 17 mai 2010 - 20 septembre 2010  | À la suite de sa fermeture, La 10 Región de Murcia est devenue La Verdad TV. |
| La Rioja               | TV Rioja | La 10 Rioja                                 | 17 mai 2010 - 20 septembre 2010  | La 10 Rioja est redevenue Televisión Rioja. |
| Pays basque            | Álava 7 TV (Alava) Teledonosti (Guipuscoa) Bilbovisión (Bilbao)                                                                                                  | La 10 Álava La 10 Teledonosti La 10 Bizkaia | 17 mai 2010 - 20 septembre 2010  | La 10 Álava et La 10 Teledonosti sont redevenues respectivementÁlava 7 TV y Teledonosti et La 10 Bizkaia change pour devenir BizkaiaTV. |